# Giacomo Rizzolatti
Giacomo Rizzolatti (Kiev, 28 de abril de 1937) é um neurofisiologista italiano. Descobriu os chamados neurônios espelho que ficam ativos durante a observação de uma ação.

## Prêmios
- Prémio Príncipe das Astúrias - sobre a regeneração de neurônios nos cérebros adultos[1]